# Missa solemnis (Beethoven)

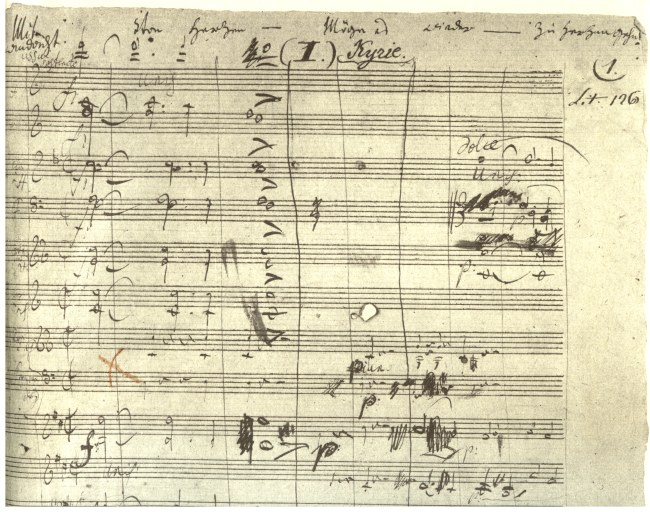
Missa solemnis, Anfang des Kyrie, Autograph mit der Widmung »Von Herzen — Möge es wieder — Zu Herzen gehn!« und der Vortragsbezeichnung »Mit Andacht«

Die von dem deutschen Komponisten Ludwig van Beethoven zwischen 1819 und 1823 komponierte Missa solemnis in D-Dur, op. 123, gilt als eine der bedeutendsten Leistungen Beethovens und zählt zu den berühmtesten Messen der abendländischen Kunstmusik. Formal gehört das Werk zum Typus der Missa solemnis.

## Einordnung
Beethoven selbst bezeichnete sie in seinen letzten Lebensjahren als sein gelungenstes Werk, und obgleich ihre Popularität nicht an viele seiner Sinfonien und Sonaten heranreicht, zeigt sie Beethoven auf dem Höhepunkt seiner Schaffenskraft. Es handelt sich um seine zweite Messe nach der weniger bekannten Messe in C-Dur, op. 86 von 1807.

## Entstehung

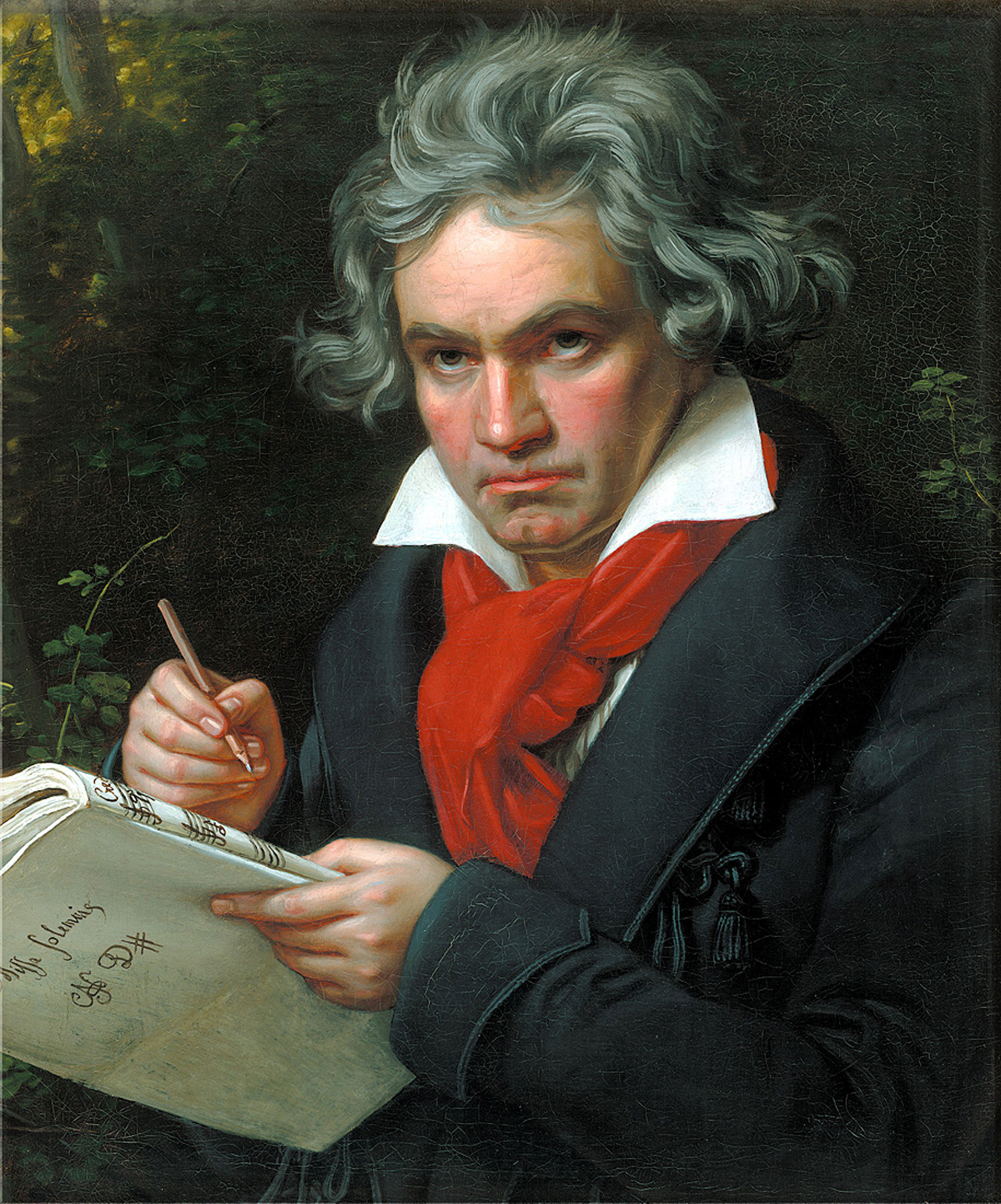
Gemälde von Joseph Karl Stieler (ca. 1820), das Beethoven bei der Arbeit an der Missa solemnis zeigt

Die Komposition der Missa solemnis geht auf Beethovens Freundschaft mit Erzherzog Rudolph von Österreich (1788–1831) zurück. Der Erzherzog war ein sehr begabter Schüler des Komponisten in Klavierspiel und Komposition sowie auch ein Förderer Beethovens in materieller Hinsicht. Daher widmete Beethoven dem Freund mehrere seiner bedeutendsten Kompositionen, darunter die Oper Fidelio. Aus Anlass der Inthronisation des Erzherzogs zum Erzbischof von Olmütz am 9. März 1820 plante Beethoven die Komposition einer Messe. Ein Tagebuch-Eintrag Beethovens aus dem Jahr 1818 lässt vermuten, dass Beethoven bereits vor dem konkreten Anlass der Inthronisation Pläne zur Komposition einer Messe hegte: »Um wahre Kirchenmusik zu schreiben alle Kirchenchoräle der Mönche etc. durchgehen[,] wo auch zu suchen[,] wie die Absätze in richtigsten Uibersetzungen nebst vollkommener Prosodie aller christkatholischen Psalmen und Gesänge überhaupt«. Gestützt wird diese Annahme durch ein von Beethoven erstelltes sechsseitiges Manuskript des Ordinariumstextes unter anderem mit Betonungszeichen und einer deutschen Übersetzung.
Als Beethoven die Nachricht von der Ernennung Rudolphs zum Erzbischof von Olmütz erreichte, schrieb er: »Der Tag, wo ein Hochamt von mir zu den Feierlichkeiten für I.K.H. soll aufgeführt werden, wird für mich der schönste meines Lebens sein; und Gott wird mich erleuchten, dass meine schwachen Kräfte zur Verherrlichung dieses feierlichen Tages beitragen.«
Jedoch fand die Bischofsweihe in Olmütz ohne die Aufführung der Messe statt, da die geplante Messe in ihren Dimensionen weit über den üblichen Rahmen hinauswuchs und zu einer mehr als vierjährigen Suche Beethovens nach seinem Gottesverständnis wurde. Der Musiker betrieb intensive Forschungen auf den Gebieten der Theologie, Liturgik und der Geschichte der Kirchenmusik, von der Entstehungszeit des Gregorianischen Gesangs über Palestrina bis Bach und Händel. Geschrieben hat Beethoven die Messe in Mödling in seinem dortigen Sommerhaus, das heute Beethoven-Gedenkstätte ist.
Beethoven zog die Arbeit an der Missa solemnis anderen Projekten vor. So kam es beispielsweise nicht zu der Komposition des von Beethoven geplanten Requiems, das er im Frühjahr 1818 dem Tuchhändler Johann Wolfmayer versprochen hatte; dieser hatte ein Honorar in Höhe von 450 Gulden zugesagt. Auch scheiterte die Komposition eines Oratoriums Sieg des Kreuzes über die Legende des Sieges Konstantins des Großen in der Schlacht an der Milvischen Brücke, nachdem Librettist Joseph Carl Bernard den Text zum Oratorium zunächst verspätet ablieferte und der Text dann sowohl von Beethoven als auch von der Direktion der Gesellschaft für Musikfreunde, von der die Initiative für das Oratorium ausgegangen war, für untauglich befunden wurde.
Wie die Skizzenbücher zur Missa solemnis belegen – zu keinem anderen Werk Beethovens sind so viele Skizzenbücher erhalten geblieben wie zur Missa solemnis –, entstanden etwa zwischen April 1819 und Juli 1820, also dem Zeitraum der Inthronisation Erzherzog Rudolphs, das Kyrie, das Gloria und das Credo. Während er mit interessierten Verlegern verhandelte und ihnen die baldige Vollendung der Messkomposition zusicherte, komponierte er zunächst die Klaviersonaten Nr. 30 (op. 109) und Nr. 31 (op. 110) und fuhr dann von November 1820 bis Juli 1821 mit der Komposition des Sanctus (mit Benedictus) und der ersten beiden Teile des Agnus Dei fort. In einer dritten Arbeitsphase von April bis August 1822 schrieb er das Dona nobis pacem; bis November 1822 unternahm er Revisionen der Gesamtpartitur.
Von 11. Februar bis 10. April 1820 saß Beethoven dem Maler Joseph Karl Stieler in insgesamt vier Sitzungen Modell für ein Porträt, das ihn bei der Komposition der Missa solemnis zeigt, Beethoven, der sich ansonsten ungern porträtieren ließ, tat dies in diesem Fall aus Freundschaft zu Franz und Antonie Brentano, die ein Beethoven-Porträt »in Lebensgröße von Stieler gemahlt haben« wollten, wie ein unbekannter Gesprächspartner des Komponisten in dessen Konversationsheft schrieb. Das Bild wurde bei der Frühjahrsausstellung der Wiener Kunstakademie im Jahr 1820 in Wien erstmals ausgestellt; wenig später wurde Stieler Ehrenmitglied der Akademie.
Für Beethoven waren mit der Komposition der Missa solemnis auch Hoffnungen verbunden, auf diesem Wege nach der Inthronisation des Erzherzogs dessen Kapellmeister zu werden. Erste diesbezügliche Hoffnungen im Jahr 1811 hatten sich zerschlagen, als Erzherzog Rudolph nach dem Tod von Erzbischof Hieronymus von Colloredo hätte inthronisiert werden können, aber seinen Verzicht erklärte. Doch auch im Jahr 1820 kam es zu keiner Berufung zum Kapellmeister, nachdem die von Erzbischof Rudolph geforderte termingerechte Ablieferung der Missa solemnis scheiterte.

## Erstaufführungen

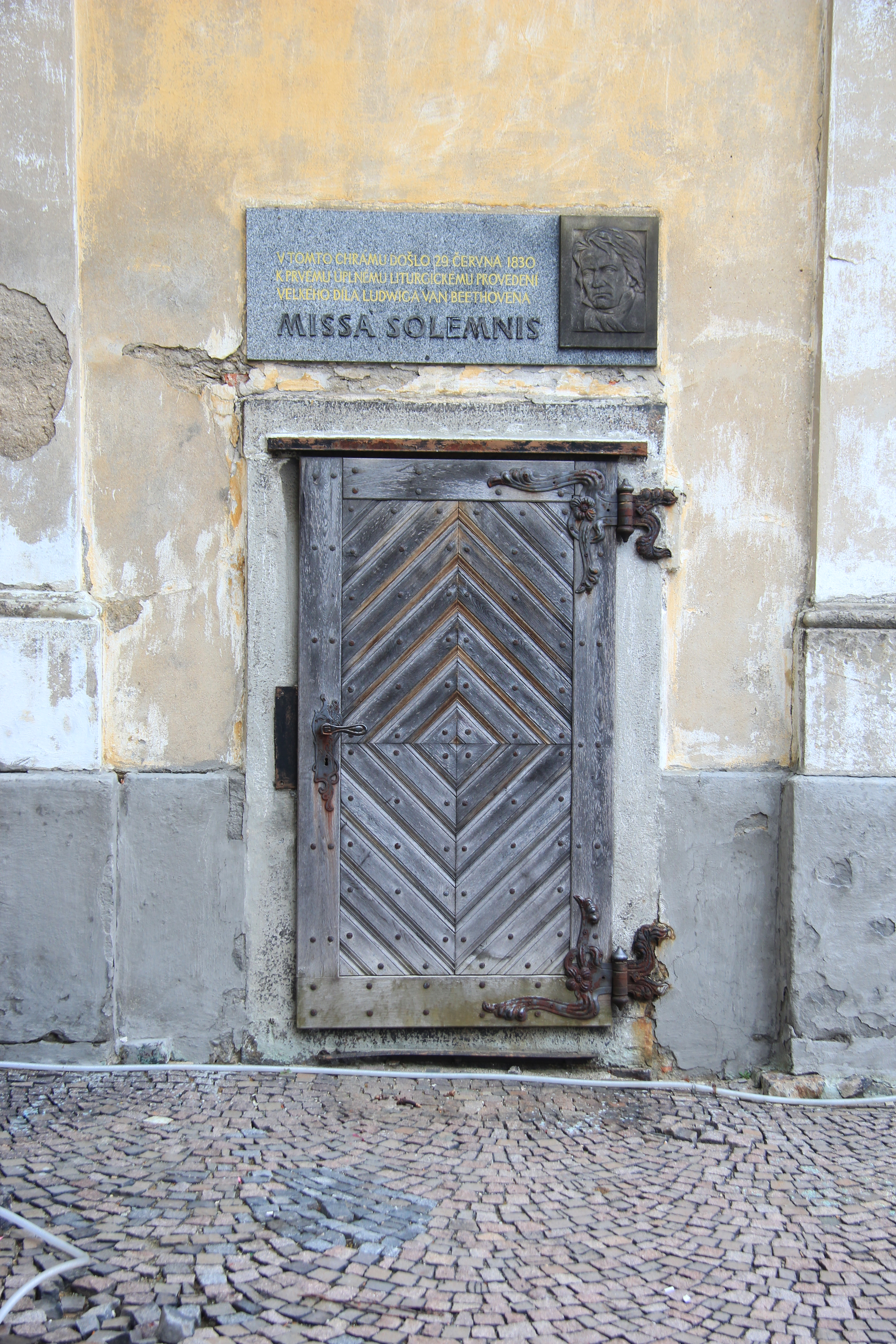
Gedenktafel an der Kirche in Varnsdorf

Beethoven überreichte seinem Freund, dem Kardinal und Erzbischof von Olmütz, die ihm gewidmete Missa solemnis am 19. März 1823 (der Komponist hielt dieses Datum irrtümlich für den Jahrestag der Inthronisation). Der Erzbischof erhielt die von einem Kopisten geschriebene Widmungspartitur, während eine Arbeitspartitur für weitere Überarbeitungen des Notentextes sowie als Basis für die Stichvorlage bei Beethoven verblieb. Erzbischof Rudolph vermerkte in seinem »Musikalien-Register«, dass ihm »dieses schön geschriebene Manuskript […] von dem Tondichter den 19. März 1823 selbst übergeben worden« sei.
Die Widmungsinschrift »Von Herzen – Möge es wieder – zu Herzen gehen« findet sich weder in der dem Erzbischof überreichten Widmungspartitur noch im Erstdruck, sondern lediglich in dem in der Berliner Staatsbibliothek verwahrten Autograph. Möglicherweise hatte Beethoven sich von dieser Widmung an den Erzbischof distanziert, nachdem sich das Verhältnis zwischen den beiden Männern abgekühlt hatte.
Beethoven veräußerte zunächst handschriftliche Exemplare der Missa solemnis an adelige Subskribenten und sicherte ihnen zu, die Messe vorerst nicht drucken lassen zu wollen. Trotz dieser Zusage verhandelte er mit bis zu sieben Verlegern gleichzeitig und bekam Vorschüsse, ohne entsprechende Gegenleistungen erbringen zu können. Die Erstveröffentlichung erfolgte schließlich kurz nach Beethovens Tod im April 1827 im Mainzer Schott Verlag.
Die Erstaufführung fand nicht im sakralen Rahmen, sondern bei der Philharmonischen Gesellschaft in Sankt Petersburg auf Initiative des russischen Adligen und Mäzens Nikolai Borissowitsch Golizyn am 7. April 1824 (nach dem in Russland noch gültigen Julianischen Kalender am 26. März) statt. Die ursprünglich für Weihnachten 1823 geplante Uraufführung hatte sich durch die Einstudierung der anspruchsvollen Chorpartien, die sich als zeitaufwendiger als geplant erwies, sowie durch fehlerhaft kopierte Stimmensätze verzögert. Wer die Uraufführung vom 7. April 1824 leitete, ist unbekannt.
Teile der Messe (Kyrie, Credo, Agnus Dei) erklangen am 7. Mai 1824 unter der Direktion des Kapellmeisters Michael Umlauf am k.k. Kärntnertortheater in Wien zusammen mit der Ouvertüre zu Die Weihe des Hauses bei der Uraufführung der 9. Sinfonie. Dabei wurden die drei aufgeführten Sätze der Messe als »Hymnen« deklariert, da die säkulare, also nichtkirchliche Aufführung von Messvertonungen durch die Wiener Zensurbehörde verboten war.
Eine weitere Aufführung der gesamten Messe fand 1830 in der Kirche St. Peter und Paul in der böhmischen Stadt Warnsdorf in liturgischem Rahmen statt. Die zweite vollständige liturgische Aufführung des Werkes (innerhalb einer Hl. Messe) wurde im Jahre 1835 vom Preßburger Kirchenmusikverein bei St. Martin unter der Leitung von Josef Kumlik (* 1801, † 1869) in Preßburg durchgeführt.

## Musik

### Besetzung
- Klassisches sinfonisches Orchester mit Posaunen und Kontrafagott (2, 2, 2, 2 – 4, 2, 3, 0, timp, str)
- Gemischter Chor zu vier Stimmen
- Vier Gesangssolisten (Sopran, Alt, Tenor, Bass)
- Orgel (mit Pedal)

### Dauer
Die Aufführung dauert ca. eineinviertel Stunden (70–80 Minuten).

### Struktur
Wie die meisten Messen ist die Missa solemnis in fünf Sätze unterteilt:
1. Kyrie
2. Gloria: Gloria in excelsis Deo. Qui tollis. Quoniam tu solus sanctus.
3. Credo: Credo in unum Deum. Et incarnatus est. Et resurrexit.
4. Sanctus: Sanctus. Benedictus.
5. Agnus Dei: Agnus Dei.   Vb  Dona nobis pacem.

- Kyrie: Als wohl traditionellster Abschnitt weist das Kyrie die klassische ABA'-Struktur auf. Getragene Choralpassagen am Anfang gehen beim Christe eleison in eine eher kontrapunktisch angelegte Stimmführung über, in der zugleich die vier Vokalsolisten eingeführt werden.
- Gloria: Rasch variierende Texturen und Themen heben am Anfang dieses Satzes, der in nachgerade exemplarischer Weise in ungeradem Zeitmaß gesetzt ist, jede einzelne Zeile des Gloria hervor. Der Satz endet mit der ersten der beiden breit angelegten Fugen des Werks auf die Textzeilen In Gloria dei patris. Amen, die zu einer rekapitulierend gesteigerten Variation des ersten Teils hinführen.
- Credo: Dieser Satz, der zu den bemerkenswertesten Musikstücken aus der Beethoven’schen Feder zählt, beginnt mit einer Akkordsequenz, die später erneut auftaucht und moduliert wird. Melancholische modale Harmonien für das Incarnatus weichen im Crucifixus immer ausdrucksvolleren Steigerungen bis zum bemerkenswerten, a cappella gesetzten et resurrexit, das dann abrupt endet. Den außergewöhnlichsten Teil dieses Satzes bildet die Fuge über Et vitam venturi saeculi gegen Ende, die einige der am schwierigsten zu singenden Passagen der gesamten Chorliteratur enthält, insbesondere im furiosen Finale im doppelten Tempo.
- Sanctus: Bis zum Benedictus des Sanctus entspricht die Missa solemnis annähernd klassischen Konventionen. Hier jedoch tritt nach einem orchestralen »Preludio« die Solo-Violine in höchster Tonlage hinzu. Sie symbolisiert den Heiligen Geist, der in der Menschwerdung Christi zur Erde herabsteigt, und leitet die bewegendsten Passagen des gesamten Werks ein.
- Agnus Dei: Das flehende Miserere nobis der Männerstimmen zum Eingang führt zum strahlenden Friedensgebet Dona nobis pacem in D-Dur. Nach einer fugierten Durchführung wird es von verwirrenden, kriegerischen Klängen unterbrochen, während der Schluss wieder friedlicher klingt. Beethoven zitiert unter anderem hierin auch das Thema aus Händels Messias »Und er regiert auf immer und ewig« (Halleluja, Chor).

## Rezeption
Bei der Wiener Teilaufführung der Messe am 7. Mai 1824 wurde diese vom Erfolg der 9. Sinfonie überschattet. Während beispielsweise Musikkritiker Joseph Carl Bernard die Sinfonie als »non plus ultra« bezeichnete, äußerte er sich über die Messe-Sätze zurückhaltender. So seien im Credo »sowohl die Grundtonart, B dur, als das Zeitmaas […] zu oft gewechselt« worden. Beim Agnus Dei beklagte er Unkonventionalität als Selbstzweck. Dem Chor sprach Bernard die vollkommene Sicherheit in Intonation und nuanciertem Vortrag ab.
Der Vorwurf der Neuerung um der Neuerung willen wurde nach einer Aufführung des Kyrie und des Gloria beim Niederrheinischen Musikfest in Krefeld im Jahr 1827 vom Rheinischen Merkur aufgegriffen, der schrieb:

„Der erste Satz, das Kyrie, ist sehr schön gehalten […] und dieser erste Teil gehört wirklich zu dem Vorzüglichsten, was die neueren Kompositionen in dieser Gattung hervorgebracht. Das Gloria ist nur stellenweise, manchmal nur taktweise begreiflich, wie Lichtfunken treten einzelne Takte aus der tiefsten Dunkelheit hervor, verschwinden aber gleich wieder vor einer ungeheuren Masse von Instrumentalfiguren und unmittelbar aufeinander folgenden, ganz verschiedenartigen Akkorden, sodaß bei der sehr schnellen Bewegung ein Auffinden und Verfolgen irgend eines melodisches Ganges fast unmöglich ist […] Das Gloria bricht mit ganz kurzen Noten plötzlich ab und schließt. Dieses schwächte besonders den Eindruck“

Auf ähnliche Vorbehalte des Ungewohnten stieß eine Aufführung des Sanctus mit Benedictus bei seiner Wiener Erstaufführung im Jahr 1883 im Rahmen eines Abonnementkonzertes im Kärntnertortheater.
Vor allem nach Beethovens Tod entwickelte sich ein Zwiespalt zwischen den Vorbehalten gegenüber der Missa solemnis einerseits sowie andererseits den Skrupeln, das Werk eines Komponisten vom Range Beethovens zu kritisieren. So schrieb beispielsweise die Allgemeine musikalische Zeitung, das Gloria sei »beynahe wie alle aus seiner jüngsten Kunstepoche gleich schwer vorzutragen und zu begreifen. Wer sich anmasst, ein so complicirtes Tonwerk nach einmaligem Hören gefasst und verstanden zu haben, mag es wagen ein Urhteil darüber zu fällen. Ref. bekennt sich unfähig dazu«.
Es entstand eine Debatte zwischen den Befürwortern und den Kritikern der Missa solemnis. Die Kritik gipfelte unter anderem in einem 1828 in der Caecilia erschienenen Artikel von Ernst Woldemar (Pseudonym für Heinrich Herrmann), in dem dieser Beethovens späte Werke insgesamt kritisierte, über die »Männer von besonderem Verstande, geregelter Fantasie und gesunden Ohren, im Stillen die Köpfe nicht wenig geschüttelt haben«. Er führte diesen Umstand auf Beethovens Taubheit zurück und erklärte, nach Beethovens Tod brauche ihn keine Pietät mehr davon abzuhalten, »bei jeder Gelegenheit laut zu erklären, daß er […] den unglücklichen, melancholischen, düsteren und verworrenen Grübeleien, welche dieser ausgezeichnete Kopf kurz vor seinem Tode ausbrütete, nicht nur den geringesten Geschmack abgewinnen kann, sondern daß ihm auch bei deren Anhörung nicht anders zu Mute ist, als ob er sich in einem Irrenhause befände, und daß er sie so noch in der Tat höchst abschreckend, geschmacklos und entsetzlich finden muss«.
Woldemars Standpunkt wurde vom Leipziger Organisten Carl Ferdinand Becker kritisiert, der meinte, das Verständnis für Beethovens Werke sei späteren Generationen vorbehalten. In den Jahren nach Beethovens Tod war der Würzburger Musikpädagoge und Universitätsprofessor Franz Joseph Fröhlich der Einzige, der die Zielsetzung in der Konzeption der Missa solemnis im Jahr 1828 analysierte und darin erkannte, das Werk außerhalb eines liturgischen Rahmens aufzuführen.

## Trivia
- Am 10. Juli 1845 wurden laut Augsburger Postzeitung Drucke der Missa solemnis und Beethovens 9. Sinfonie – Publikationen des Mainzer Schott-Verlags – in den Sockel des Postaments des Bonner Beethoven-Denkmals eingebracht.[19]